# Vetschau/Spreewald
Vetschau/Spreewald (do 31 marca 1997 Vetschau, dolnołuż. Wětošow/Błota, pol. hist. Wietoszów) – miasto w Niemczech, w kraju związkowym Brandenburgia, w powiecie Oberspreewald-Lausitz, na terenie Dolnych Łużyc. 31 grudnia 2008 r. miasto zamieszkiwało 9 036 osób. W okolicach miasta mieści się Radusz - rekonstrukcja słowiańskiego grodu sprzed tysiąca lat.

## Zabytki
- Zamek
- Kościół Wendyjsko-Niemiecki (ewangelicki)
- Kościół katolicki pw. Świętej Rodziny z 1897 roku
- Kościół ewangelicki w Laasow z XV wieku
- Kościół ewangelicki w Ogrosen z 1760 roku
- Młyn w Raddusch

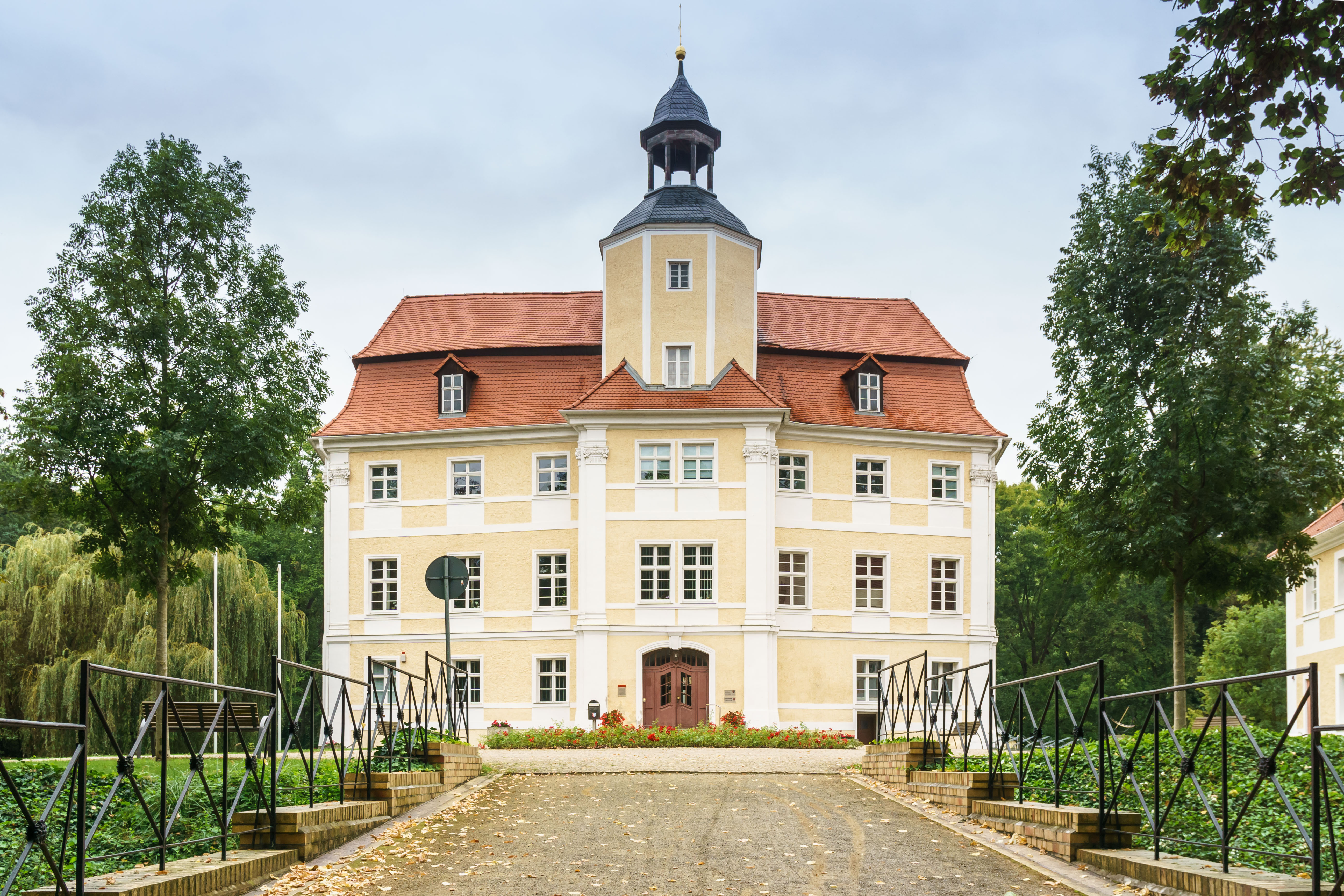
Zamek
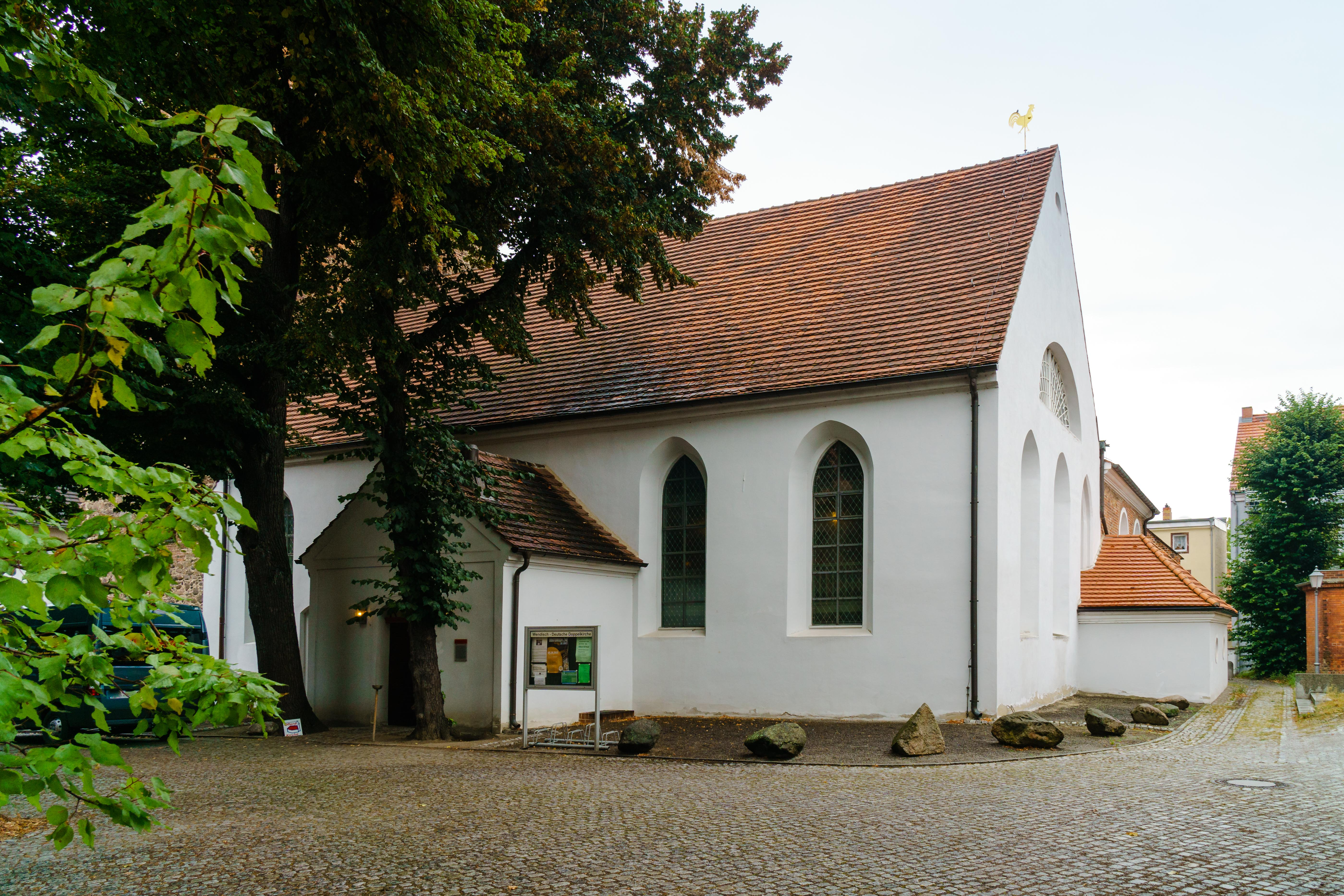
Kościół Wendyjsko-Niemiecki
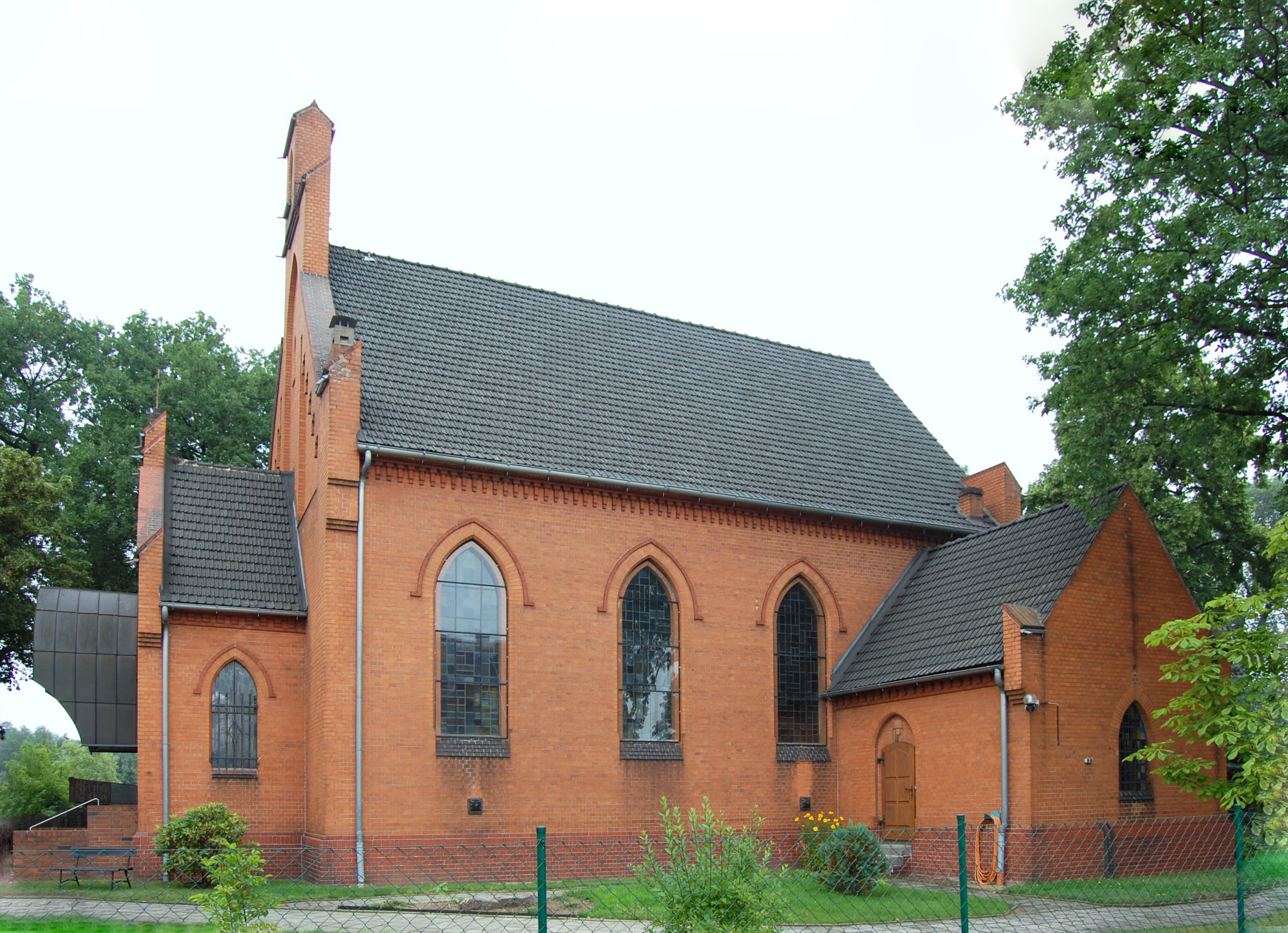
Kościół Świętej Rodziny
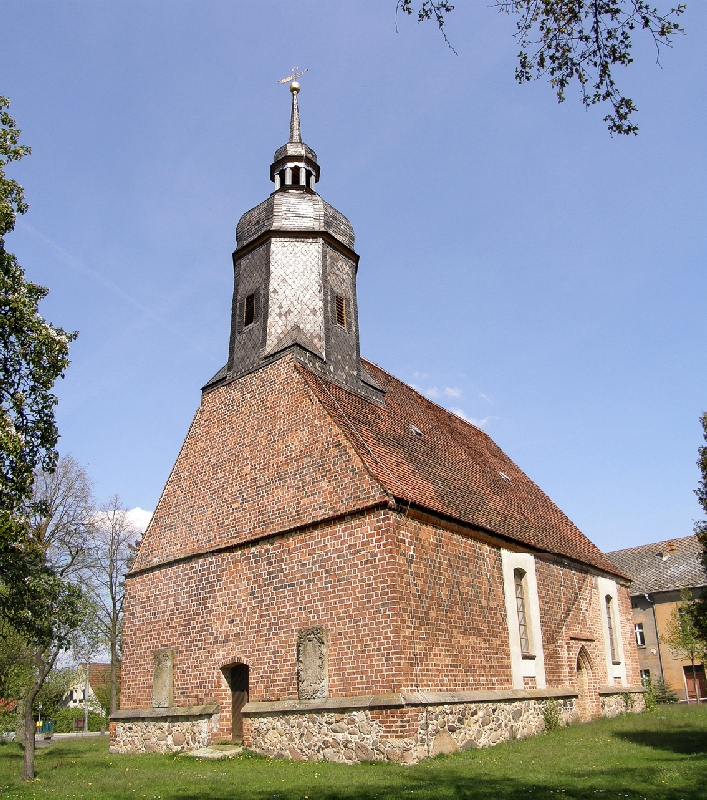
Kościół w Laasow

## Osoby urodzone w Vetschau
- Jan Bok – łużycki humanistyczny poeta, polityk i pedagog
- Chrystian Wilhelm Karol von Stutterheim – królewsko-polski i elektorsko-saski szambelan

## Współpraca
- Bedburg, Nadrenia Północna-Westfalia